# Kotka Nyheter
Kotka Nyheter var en svenskspråkig dagstidning i Finland som utgavs i Kotka och Lovisa åren 1897–1971. 
Tidningen grundades 1897 och övertogs vid ingången av 1945 av tidningen Östra Nyland i Lovisa, som utgav en identisk parallellupplaga under namnet Kotka Nyheter fram till 1971. Östra Nyland fusionerades i sin tur i början av 2015 med Borgåbladet, varigenom tidningen Östnyland tillkom.